# Кефал (сын Деиона)

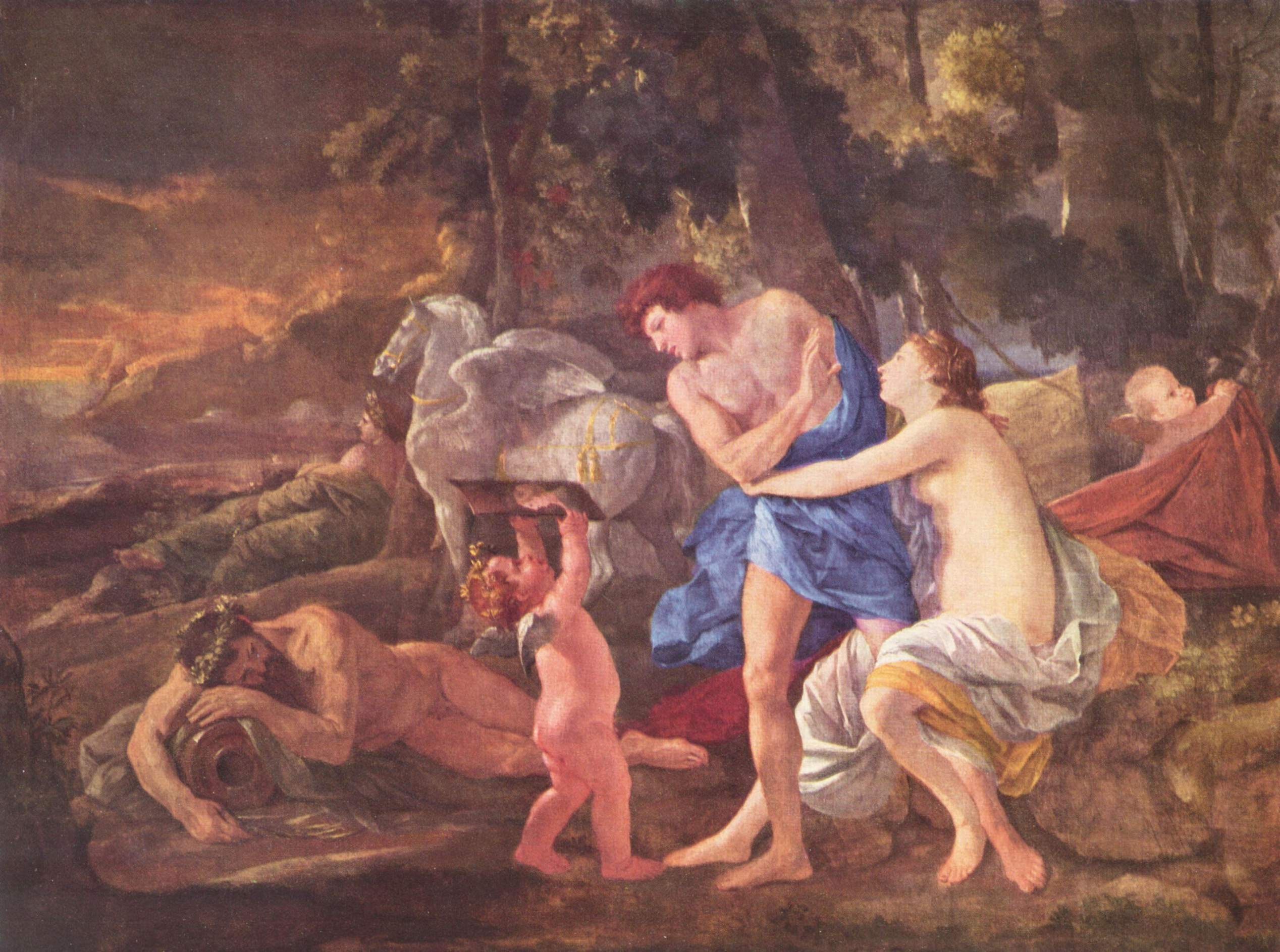
Пуссен. Кефал и Эос

Кефал (др.-греч. Κέφαλος) — персонаж древнегреческой мифологии. Сын Деиона или Деионея, сына Эола, царя Фокиды, и Диомеды. Смешивается с сыном Гермеса. Победил в стрельбе из пращи на играх в Аргосе (или в Иолке).

## Миф о Кефале
Из Фокиды Кефал переселился в Аттику. Женился на Прокриде, дочери Эрехтея, афинского царя, в Аттике они жили в Форике , одном из 12-ти древнейших государств Аттики, на юго-восточной оконечности её. К северо-западу от Форика находился дем Кефале (Κέφαλή), имя которого, несомненно, имело связь с именем мифического царя Кефала. Он был прекрасным юношей и страстным охотником. В него влюбилась богиня зари Эос и, похитив его, родила от него сына Фаэтона.

## Версии мифа
Рядом с этим мифом существовал другой, о любви между Кефалом и Прокридой, впоследствии получивший литературную и музыкальную обработку (опера Э. Жаке де ла Герр «Кефал и Прокрида», 1694, и др.). По одной из версий мифа, Кефал, желая испытать верность жены, Прокриды, удалился из страны, а через 8 лет вернулся переодетый и, не будучи узнан женой, соблазнил её красотой и украшениями. Гигин излагает следующую схему: Кефал и Прокрида дали клятву, что не возлягут с другими. Кефала полюбила Эос, жена Титона, но Кефал не ответил ей взаимностью. Тогда Эос превратила его в чужеземца и вручила подарки, предложив испытать жену. Кефал отдал Прокриде подарки (золотой венец), и та согласилась возлечь с ним. Когда Кефалу вернули прежний облик, Прокрида бежала на Крит. Согласно Овидию, Прокрида только стала колебаться в ответ на предложение даров, и Кефал назвал её поведение вероломством. Кефал ответил на любовь Эос. По другому сказанию, Прокриду соблазнил золотой диадемой Птелеон, и она от стыда бежала в Крит, откуда вернулась, получив в подарок от Миноса собаку, от которой нельзя было убежать, и чудесное меткое копье.
Вернувшись по воле Артемиды, Прокрида в одежде юноши предложила Кефалу состязание в охоте. С помощью чудесных копья и пса Прокрида победила в состязании, и тогда Кефал попросил мнимого чужеземца продать копье и пса. Тогда Прокрида сказала: «если хочешь владеть этим, дай мне то, что обычно дают мальчики». Кефал согласился возлечь с чужеземцем, тогда Прокрида открылась ему. Супруги помирились.

## Миф в литературе
По словам Павсания, «все поэты» передают историю убийства Кефалом Прокриды, Овидий даже дважды (в III книге «Науки любви» и VII книге «Метаморфоз»). У Софокла была трагедия «Прокрида» (дошла 1 строка), у Эвбула — комедия «Прокрида», у Филетера — комедия «Кефал». Когда Кефал охотился на Гиметте, он, желая отдыха, призывал «Облако» (Нефелу), что некий человек принял за имя нимфы и рассказал Прокриде, которая стала ревновать. Тогда Прокрида стала следить за ним, чтобы подсмотреть, кого призывает Кефал. Кефал, увидев, что кустарник шевелится, подумал, что там прячется лань, метнул чудесное копье и убил Прокриду. Кефал осуждён ареопагом и приговорен к вечному изгнанию. Согласно Овидию, не был изгнан и плавал на Саламин за помощью в войне с Миносом.

## Различные дополнения
Жил в Фивах, бежав из Афин из-за убийства Прокриды. Согласно поэме «Возвращения», женился на Климене, дочери Миния, и от этого брака родился сын Ификл. Имел сына Аркесия, деда Одиссея (согласно Гигину, сын от Прокриды). Род царей Итаки также производили от Кефала, причём дед Одиссея, отец Лаэрта, считался сыном Кефала от медведицы (ἄρκτος). Один из персонажей мифологии, Халкин, считался потомком Кефала в десятом колене.
В Беотии в местечке Тевмесс выпустил собаку на страшную Тевмесскую лисицу, и обе превратились в камень.
Ходил в поход вместе с Амфитрионом на телебоев и первый заселил остров Пафос, который с тех пор стал называться Кефалленией. Историки Гелланик и Андрон отождествляли Кефаллению с гомеровским Дулихием.
Кефалу приписывалось и основание храма Аполлона на Левкатском мысе (против Кефаллении), откуда он сам бросился в море. Он был влюблен в некоего Птерела, сына Деионея (по другому чтению, в некую Птереладу), и первым прыгнул с Левкадской скалы, чтобы излечиться от любви.

## Исследования мифа
По мнению учёных XIX века, прекрасный охотник Кефал, которого похищает заря, — олицетворение звёзд, гаснущих перед зарёй; Прокрида, то исчезающая, то вновь являющаяся к мужу, — луна. На древнейших терракотах и вазах имеются изображения Кефала, уносимого Эос, позднее — убегающего от её преследований, а также изображения сцены убиения Прокриды.